# Calycobolus heudelotii
Calycobolus heudelotii là một loài thực vật có hoa trong họ Bìm bìm. Loài này được (Baker ex Oliv.) Heine mô tả khoa học đầu tiên năm 1963.